# Euphyia saladura
Euphyia saladura là một loài bướm đêm trong họ Geometridae.